# Hazel Brugger
Allison Hazel Brugger (San Diego, 1993. december 9. – ) svájci–amerikai–német slammer, humorista, műsorvezető, a 2025-ös Eurovíziós Dalfesztivál egyik műsorvezetője volt Michelle Hunziker és Sandra Studer mellett.

## Pályafutása
Hazel Brugger édesapja Peter Brugger svájci neuropszichológus, édesanyja pedig egy kölni származású angoltanár. Mivel az Amerikai Egyesült Államokban született, svájci és német állampolgársága mellett amerikai állampolgár is. A Zürich mellett található Dielsdorfban nőtt fel két idősebb testvérével. Az érettségit követően a Zürichi Egyetemen kezdett filozófiát és irodalmat tanulni, de végül abbahagyta a tanulmányait. 17 éves korában indította el slammer karrierjét Winterthurban.
2014 és 2017 között Hazel Brugger a Das Magazin nevű svájci napilap számára írt egy kéthetente megjelenő rovatba. 2013-tól 2014-ig a Hochparterre és a TagesWoche lapoknál volt rovatvezető. 2015-ben a Hazel Brugger Show and Tell című élő talkshow házigazdája volt a zürichi Theater am Neumarktban, amelyet kéthavonta tartottak meg. 2013. október 9-én fellépett a Bernben megrendezett negyedik Poetry Slam Bajnokságon. 2015 novemberében elindította első kabaréműsorát, a Hazel Brugger passiert-ot. 2019 februárjában kezdett el Németországban, Ausztriában és Svájcban turnézni második műsorával, a Tropicallal, amely 2020. december 2-án debütált a Netflixen.
2020 októberében Brugger bejelentette, hogy gyermeket vár. 2020-ban házasodott össze Thomas Spitzerrel.
2025. január 20-án a svájci SRG SSR bejelentette, hogy a 2025-ös Eurovíziós Dalfesztivál műsorvezetője lesz Michelle Hunziker és Sandra Studer mellett.